# 엘 아파레시도
엘 아파레시도(“나타난 것”, 또한 “영혼”으로 해석되는)는 빅토르 하라에 의해 독자적으로 쓰여지고 녹음된 칠레의 노래인데 그것은 1967년 음반 ‘빅토르 하라’에 포함되었다. 가사들은 한 남자의 이야기를 하는데 그는 그의 정치적 신념들 때문에 박해받았는데, 일반적으로 노래의 그 남자는 체 게바라, 아르헨티나 게릴라 투쟁가에게 헌정된다. 이것 때문에, 칠레 공산당은 하라를 비판했는데, 왜냐하면 그 정당은  민주적 수단을 통해서, 그리고 무장한 게릴라들을 통하지 않고 사회주의 정부를 세우려고 시도하고 있었기 때문이다.  

## 재연주Covers
- 칠레 음악단 인티 이이마니는 그들의 1973년 음반 ‘칠레 새 노래’에서 인기있는 재연주곡을 녹음했다.
- 이스마엘 세라노, 스페인 자작곡 가수는, 그의 1998년 음반 ‘빅토르 하라를 추모합니다’에서 재연주곡을 녹음했다.
- ‘이야기 음악단’, 터키의 음악단은, 2010년 음악회 기간에 재연주곡을 녹음했다.
- ‘콘셉시온 대학교(유덱) 협연 관현악단’은 2013년 음반 ‘빅토르 하라 협연’에서 재연주곡version을 녹음했다.
- ’고故 코레아 씨’는 2015년에 독집 음반으로서 그들의 재연주곡을 발표했다.
- 칠레의 음악단 라사비아는 그들의 2019년 확장 음반EP ‘주문呪文의 판본’에서 재연주곡을 녹음했다.